# Nuevo Resplandor
Nuevo Resplandor är en ort i Mexiko.   Den ligger i kommunen La Concordia och delstaten Chiapas, i den sydöstra delen av landet, 800 km sydost om huvudstaden Mexico City. Nuevo Resplandor ligger 538 meter över havet och antalet invånare är 927.
Terrängen runt Nuevo Resplandor är platt åt sydväst, men åt nordost är den kuperad. Runt Nuevo Resplandor är det ganska glesbefolkat, med 27 invånare per kvadratkilometer. Nuevo Resplandor är det största samhället i trakten. 